# Nicky Touli
Nicky Touli (geb. ~ 1996) ist ein samoanischer Segler. Er vertrat Samoa bei den Pazifikspielen.

## Leben
Touli stammt aus Vaitele auf der Insel Upolu. Er arbeitet als Koch in Fox Glacier, Neuseeland.
Bei den Pazifikspielen 2019 in Apia wurde er siebter in der Klasse Einzel-Laser Radial. Er errang jedoch im Team-Wettbewerb der Männer Gold zusammen mit Eroni Leilua.